# Bembecia coreacola
Bembecia coreacola is een vlinder uit de familie wespvlinders (Sesiidae), onderfamilie Sesiinae.
Bembecia coreacola is voor het eerst wetenschappelijk beschreven door Matsumura in 1931. De soort komt voor in het Palearctisch gebied.